# Glee: The Music, The Rocky Horror Glee Show
Glee: The Music, The Rocky Horror Glee Show là EP được trình bày bởi dàn diễn viên của bộ phim Glee, phát hành vào ngày 19 tháng 10 năm 2010. Đĩa EP gồm 7 ca khúc từ tập phim đặc biệt "The Rocky Horror Glee Show", phát sóng ngày 26 tháng 10 năm 2010 trên kênh Fox. Trong tập chủ đề Halloween này, đội hát đã tái tạo lại bộ phim hài-nhạc kịch kinh dị năm 1973, The Rocky Horror Show, gồm những ca khúc được soạn và sáng tác bởi Richard O'Brien. Dante Di Loreto và Brad Falchuk sau đó đã trở thành giám đốc sản xuất của đĩa mở rộng này.

## Bối cảnh và thực hiện
Tập phim của Glee, "The Rocky Horror Glee Show" được phát sóng lần đầu tiên vào ngày 26 tháng 10 năm 2010 và trở thành một phần trong chuỗi chương trình chủ đề Halloween của kênh Fox, kèm theo những màn trình diễn của vở nhạc kịch The Rocky Horror Show do những thành viên của nhóm tái tạo lại. Kế hoạch thực hiện tập phim này đã được tiết lộ tại San Diego Comic-Con International 2010 bởi người sáng lập của Glee, Ryan Murphy sau khi diễn viên của bộ phim, Chris Colfer đã chia sẻ khao khát thực hiện ca khúc "Time Warp" trong chương trình. Jayma Mays, người thủ vai giáo viên tâm lý, Emma Pillsbury, đã tham gia thử vai với ca khúc "Touch-a, Touch-a, Touch-a, Touch Me" nhưng có một số thay đổi trong lời nhạc. "Tôi chắc chắn sẽ lấy cô gái này trong bộ phim", Murphy chia sẻ trong phần tuyển vai của cô. "Whatever Happened to Saturday Night" sau đó đã được trình diễn bởi John Stamos, còn ca khúc "Damn It, Janet" thì trình diễn bởi Cory Monteith và Lea Michele.
Danh sách ca khúc của đĩa mở rộng đã được chính thông báo trong một bài báo ngày 28 tháng 9 năm 2010. Đĩa được phát hành kỹ thuật số và ghi đĩa vào ngày 19 tháng 10 năm 2010 tại Bắc Mỹ.

## Tiếp nhận
Andrew Leahey của Allmusic cho đĩa EP này ba sao rưỡi và gọi Glee: The Music, The Rocky Horror Glee Show là "một trong những bản thu âm xuất sắc nhất của Glee" và nói thêm đây là "một album tưởng nhớ gọn gàng, tỏa sáng và trình diễn tốt." Anh đặc biệt khen ngợi phần trình diễn của những nghệ sĩ không thường xuyên trình diễn trong chương trình như Naya Rivera, Jayma Mays, và John Stamos. Dù vậy, anh cho rằng Amber Riley không thích hợp với vai Tiến sĩ Frank-N-Furter.
Glee: The Music, The Rocky Horror Glee Show xuất hiện trên bảng xếp hạng Billboard 200 với vị trí thứ sáu trong tuần 27 tháng 10 năm 2010 với 48,000 bản được tiêu thụ, trở thành tuần bán đầu tiên thấp nhất của nhóm tại Hoa Kỳ. Phần xuất hiện xếp hạng này của Glee trở thành album nhạc phim thứ sáu của họ trong top 10 tại Mỹ và là vị trí cao nhất mà Rocky Horror từng vươn lên. Vào tháng 4 năm 2011, đây đã trở thành đĩa EP của nhóm có số lượng đĩa tiêu thụ thấp nhất tại Mỹ khi chỉ bán được 160,000 bản.

## Danh sách ca khúc
Tất cả các ca khúc được viết bởi Richard O'Brien.
| STT | Nhan đề                                            | Thời lượng |
| --- | -------------------------------------------------- | ---------- |
| 1.  | "Science Fiction Double Feature"                   | 4:28       |
| 2.  | "Damn It, Janet"                                   | 2:41       |
| 3.  | "Whatever Happened to Saturday Night?"             | 3:04       |
| 4.  | "Sweet Transvestite"                               | 2:59       |
| 5.  | "Touch a Touch a Touch a Touch Me"                 | 2:29       |
| 6.  | "There's a Light (Over at the Frankenstein Place)" | 2:33       |
| 7.  | "Time Warp"                                        | 3:13       |

## Thực hiện
Danh sách ở dưới là những người đã xác minh rằng mình đã thực hiện album này.
| - Adam Anders – quản lý; kỹ thuật âm thanh; sản xuất; sản xuất nhạc phim; trình diễn - Alex Anders – kỹ thuật âm thanh - Nikki Anders – trình diễn - Peer Åström – quản lý; kỹ thuật âm thanh; phối khí; sản xuất - Dave Bett – chỉ đạo nghệ thuật - Per Björling – quản lý - PJ Bloom – giám sát thu âm - Geoff Bywater – giám đốc sản xuất chuyên về phần nhạc - Deyder Cintron – trợ lý kỹ thuật âm thanh - Kamari Copeland – trình diễn - Tim Davis – quản lý thu âm; nhà thầu thu âm; trình diễn - Dante Di Loreto – giám đốc sản xuất - Brad Falchuk – giám đốc sản xuất - Heather Guibert – chỉnh sửa - Missi Hale – trình diễn | - Tobias Kampe-Flygare - trình diễn - Storm Lee – trình diễn - David Loucks – trình diễn - Meaghan Lyons – chỉnh sửa - Dominick Maita – giám đốc - Maria Paula Marulanda – chỉ đạo nghệ thuật - Ryan Murphy – sản xuất - Richard O'Brien – biên soạn - Martin Persson – quản lý; phổ khúc; kỹ thuật - Stefan Persson – quản lý nhân viên - Patrick Randak – nhiếp ảnh gia - Federico Ruiz – thiết kế - Jenny Sinclair – nhà thầu - Windy Wagner – trình diễn |

## Lịch sử phát hành
| Quốc gia | Ngày phát hành       | Định dạng (CD, Kỹ thuật số) | Chú thích     |
| -------- | -------------------- | --------------------------- | ------------- |
| Canada   | 19 tháng 10 năm 2010 | CD, Kỹ thuật số             | [ 15 ] [ 16 ] |
| Đức      | 19 tháng 10 năm 2010 | CD                          | [ 17 ]        |
| Ireland  | 19 tháng 10 năm 2010 | Kỹ thuật số                 | [ 18 ]        |
| Hoa Kỳ   | 19 tháng 10 năm 2010 | CD, Kỹ thuật số             | [ 8 ] [ 19 ]  |
| Nhật Bản | 26 tháng 10 năm 2010 | CD                          | [ 20 ]        |
| Úc       | 29 tháng 10 năm 2010 | CD, Kỹ thuật số             | [ 21 ] [ 22 ] |
| Đài Loan | 15 tháng 3 năm 2011  | CD                          | [ 23 ]        |